# Līkak
Līkak (persiska: ليکک, سِه لَكلَك, لَك لَك, قَلعِۀ ليكَك, ليركَك, لَكَك, لیکک بهمنی, Līkak-e Bahmanī) är en kommunhuvudort i Iran.   Den ligger i provinsen Kohgiluyeh och Buyer Ahmad, i den centrala delen av landet, 500 km söder om huvudstaden Teheran. Līkak ligger 652 meter över havet och antalet invånare är 12 226.
Terrängen runt Līkak är varierad.Runt Līkak är det ganska tätbefolkat, med 60 invånare per kvadratkilometer. Līkak är det största samhället i trakten. Omgivningarna runt Līkak är i huvudsak ett öppet busklandskap.